# Trachselwald (district)
Trachselwald is een district van het kanton Bern.
Het district omvat 10 gemeenten met een totale oppervlakte van 191 km²:
| Gemeentenaam          | Inwoners (1.1.2005) | Oppervlakte (km²) |
| --------------------- | ------------------- | ----------------- |
| Affoltern im Emmental | 1167                | 11,5              |
| Dürrenroth            | 1018                | 14,1              |
| Eriswil               | 1516                | 11,3              |
| Huttwil               | 4731                | 17,3              |
| Lützelflüh            | 4062                | 26,9              |
| Rüegsau               | 3047                | 15,1              |
| Sumiswald             | 5140                | 59,4              |
| Trachselwald          | 1058                | 16,0              |
| Walterswil            | 552                 | 7,9               |
| Wyssachen             | 1227                | 11,8              |

Aarberg · Aarwangen · Bern · Biel · Büren · Burgdorf · Courtelary · Erlach · Fraubrunnen · Frutigen · Interlaken · Konolfingen · Laupen · Moutier · La Neuveville · Nidau · Niedersimmental · Oberhasli · Obersimmental · Saanen · Schwarzenburg · Seftigen · Signau · Thun · Trachselwald · Wangen